# Lazo rojo

El lazo rojo.

El lazo rojo es un símbolo internacional ideado para mostrar apoyo a la respuesta al sida y solidarizarse con las personas con dicha enfermedad y los portadores del VIH. Consiste en un trocito de cinta roja doblado que se prende en la pechera o la solapa del traje.

## Historia
Fue creado en 1991 por Frank Moore como una iniciativa del Visual Aids Artists Caucus, un grupo caritativo de artistas de Nueva York. Los artistas que formaban el grupo querían crear un símbolo visible para mostrar solidaridad con las personas afectadas por el VIH, las fallecidas por el sida y sus allegados. Se inspiró en el lazo amarillo que algunas familias de soldados estadounidenses en la Guerra del Golfo colgaban en las puertas de sus casas, como símbolo de la esperanza en su regreso sanos y salvos. Se eligió el color rojo por su conexión con la sangre y el concepto de pasión; y se concibió para portar cerca del corazón simbolizando el amor. El lazo rojo enseguida se extendió entre los colectivos de lucha contra el sida. La primera figura pública que lo portó fue Jeremy Irons en la  45 edición de los premios Tony de 1991. Pronto pasó a ser el símbolo de la prevención y lucha contra el sida, convirtiéndose en un emblema políticamente correcto y accesorio de moda en las solapas de los famosos. El lazo rojo se extendió por el mundo como símbolo de los esfuerzos para combatir la enfermedad y prevenirla. Sigue siendo el principal símbolo elegido por los gobiernos y ONGs en sus campañas informativas contra el sida y las fundaciones que recaudan fondos para la investigación y asistencia a los enfermos.